# Стартекс (Південна Кароліна)
Стартекс (англ. Startex) — переписна місцевість (CDP) в США, в окрузі Спартанберг штату Південна Кароліна. Населення — 745 осіб (2020).

## Географія
Стартекс розташований за координатами 34°55′50″ пн. ш. 82°5′42″ зх. д. / 34.93056° пн. ш. 82.09500° зх. д. (34.930634, -82.095061).  За даними Бюро перепису населення США в 2010 році переписна місцевість мала площу 4,03 км², з яких 3,96 км² — суходіл та 0,06 км² — водойми.

## Демографія
Згідно з переписом 2010 року, у переписній місцевості мешкало 859 осіб у 339 домогосподарствах у складі 235 родин. Густота населення становила 213 осіб/км².  Було 409 помешкань (102/км²).
Расовий склад населення:
| - 89,2 % — білих - 6,4 % — чорних або афроамериканців - 0,8 % — азіатів - 0,5 % — корінних американців - 2,3 % — осіб інших рас |

До двох чи більше рас належало 0,8 %. Частка іспаномовних становила 4,4 % від усіх жителів.
За віковим діапазоном населення розподілялося таким чином: 24,4 % — особи молодші 18 років, 59,9 % — особи у віці 18—64 років, 15,7 % — особи у віці 65 років та старші. Медіана віку мешканця становила 37,8 року. На 100 осіб жіночої статі у переписній місцевості припадало 83,9 чоловіків;  на 100 жінок у віці від 18 років та старших — 83,9 чоловіків також старших 18 років.
Середній дохід на одне домашнє господарство  становив 38 773 долари США (медіана — 33 750), а середній дохід на одну сім'ю — 44 378 доларів (медіана — 38 487). 
Цивільне працевлаштоване населення становило 334 особи. Основні галузі зайнятості: виробництво — 19,2 %, роздрібна торгівля — 17,1 %, оптова торгівля — 15,3 %, науковці, спеціалісти, менеджери — 14,7 %.